# イップ・マン 最終章
『イップ・マン 最終章』（イップ・マン さいしゅうしょう、原題： 葉問：終極一戰、英題：Ip Man: The Final Fight）は、実在の武術家・葉問を主人公とした2013年公開の香港映画。
ドニー・イェン主演の『イップ・マン 序章』『イップ・マン 葉問』『イップ・マン 継承』は同じ葉問を主人公としているものの、制作会社、監督、主演の違う全く別のプロジェクトであり、本作はそれらの続編ではない。

## 解説
これは、かつて『イップ・マン 序章』のプロデューサーの1人であり、世界詠春聯會の副主席を務めるシン・クォックラム（冼國林）が製作総指揮を執り、新たに自らの制作会社（國藝影視製作有限公司）、別の監督（ハーマン・ヤウ）で制作した『イップ・マン 誕生』（2010年）の続編にあたる。2013年の第37回香港国際映画祭においてオープニングを飾り、第20回香港電影評論学会大奨では推薦電影に選出された作品である。
イップ・マンを演じたアンソニー・ウォンは、酒に酔っている時にこのオファーを受け翌日激しく後悔したという。また武術の基礎が足りないと1年間訓練を重ねどの宿泊先にも木人樁（もくじんしょう）を持ちこみ稽古を欠かさなかった。そして最終的に77キロあった体重から12キロの減量を行った。
本作は、キャリアのはじめにスタントマンであったエリック・ツァンが久々に本格アクションを披露しアンソニー・ウォンと戦ったことでも話題を呼んだ。このアクションシーンのために2人は3時間のリハーサルを行い、1テイクでそれを撮り終えた。監督の「カット」の声がかかった時、現場は大きな拍手と歓声に包まれたという。
また劇中、弟子が将棋を指して喧嘩となった相手としてフォン・ハックオン（馮克安）とマン・ホイ（孟海）というベテランカンフー俳優陣、電話をとり継ぐ店主の役で実の息子であるイップ・チュン（葉準）もカメオ出演している。
イップ・マン映画の製作が後を絶たないことに対し、ハーマン・ヤウ監督は「私たちにとっては、『スパイダーマン』や『ハリー・ポッター』シリーズのようなヒーローだから」とし、アンソニー・ウォンのキャスティングについては「人間味を持ったヒーローを描く上で、僕にとっては彼が適任だった」と語った。
また主演のアンソニー・ウォンも「1949年以降に香港に移住した私のバージョンは、他のとは根本的に違う。異なるバックグラウンドを持つので（他作品を）気にする必要もなかったし、以前のイップ・マン映画とは無関係です」とインタビューに答えている。
イップ・マンという役は同時期に何人もの俳優が演じているが、アンソニーが最も実像に近いとの評価を受けており、第33回香港電影金像奨において主演男優賞にノミネートされている。そこでの賞は逃したが、第5回マカオ国際フィルムフェスティバルでは主演男優賞（アンソニー・ウォン）、助演女優賞（ジリアン・チョン）を受賞した。

## ストーリー
中国・仏山に家族を残し香港に仕事を捜しに来ていたイップ・マン（アンソニー・ウォン）は、労働組合の屋上を借り受けそこで詠春拳を教えることになった。弟子は茶樓の店員、看守、運転手、工員と様々だが、さっそく腕試しに喧嘩をする彼等にイップ・マンは「武術は喧嘩の為ではない」と諭す。
内戦の続いた中国大陸から逃れてきた人が増え続けるイギリス領の香港は、失業者であふれ混乱と貧困のなかにあった。賃金未払いや唐突な解雇に労働ストライキが頻繁に起こり、警官隊との衝突も多く街の治安も悪い。善人でいたいけど現実はそうもいかないと悩みを打ち明ける警官の弟子タン・セン（ジョーダン・チャン）に対して師匠は「善人でなくてもいい、ただ人を傷つけるな、良心と職務のどちらを選ぶか、よく考えなさい」と答えるのだった。
弟子が増えると、移り住むつもりで仏山から妻ウィンシン（アニタ・ユン）が香港へやってきた。師母（師匠の奥様）として弟子からの歓迎を受けるが、落ち着かない生活と親が子を売るほど困窮した香港の状況に馴染めず、少しの間のつもりで仏山に戻っていった。しかし直後の1951年には突然中国と香港が国境管制を実施、妻は二度と香港には来ることができなくなる。夫はいつか会えると信じて妻に繕ってもらうはずの服をそのままに残しておく。
ある夜、街で弟子と食事をしていた場で酔っぱらいに絡まれた美しい歌手を助けたイップ師匠は、倒した相手の一門白鶴派の恨みを買う事になる。血気に逸る弟子達をよそに、相手の白鶴派宗師ン・チョン（エリック・ツァン）と詩のやりとりをして拳を交えすっかり理解し合える仲になった師匠。一方弟子のタン・センは警察も手出しできない治外法権ともいえる九龍城のボス、ドラゴン（ホン・ヤンヤン）から手を組むように持ち掛けられ、それを承諾する。
白鶴派の出場する獅子舞大会を見学に行ったイップ・マン達は、卑怯な手を使うドラゴンの手下・鎮威武館ガイ（ロー・ワイコン）一派との乱闘に助太刀、ガイ師匠に大きな遺恨を残した。イップ師匠とン師匠は傷を癒しながら「いい師匠も少ないが、いい弟子を捜すことも難しい」と互いの置かれた境遇を慰め合う。
助けられた歌手のジェニー（チョウ・チュウチュウ）は、師匠に惚れこみ、やがて1人暮らしの彼に食事を運ぶようになった。そんななか仏山で妻が死んだと報せを受けるイップ・マン。あの時ほんの少しのつもりで別れたままで結局二度と会う事はかなわなかったのだ。
時は過ぎ、繰り返し襲われる胃の痛みに耐えるイップ・マンの元へ仏山で母を看取った息子チュン（チャン・ソンウェン）が移住してきた。父は大人になった息子に詠春拳を教え始める。門弟もそれぞれ独立して自らの武館を持つようになった。しかしなかなか思うように人は集まらない。そんな時、ドラゴンから賄賂を受け取っているタン・センが、弟子の1人ウォン・トン（マーヴェル・チョウ）を闇賭け試合へ出場しないかと誘った。連戦連勝のトンは元締めドラゴンからの八百長に応じず、鉄拳ガイとの試合に毒を盛られて命の危険に晒される。夫の残したチラシから危機を悟った妻セイムイ（ジリアン・チョン）は、嵐のなか九龍城へと単身向かい、続いてイップ師匠が弟子とともに彼を救出すべく乗りこんでゆくのだった。

## 出演
| 役名                           | 俳優                           | 日本語吹替 |
| ------------------------------ | ------------------------------ | ---------- |
| イップ・マン（葉問）           | アンソニー・ウォン（黄秋生）   | 原康義     |
| セイムイ（陳四妹）             | ジリアン・チョン（鍾欣桐）     | Lynn       |
| チョン・ウィンシン（張永成）   | アニタ・ユン（袁詠儀）         | 合田絵利   |
| タン・セン（鄧聲）             | ジョーダン・チャン（陳小春）   | 松田健一郎 |
| ン・チョン（呉忠）             | エリック・ツァン（曾志偉）     | 堀越富三郎 |
| ジェニー（珍妮）               | チョウ・チュウチュウ（周楚楚） | 寺田はるひ |
| レオン・ション（梁雙）         | ティミー・ハン（洪天明）       | 江藤博樹   |
| ウォン・トン（汪東）           | マーヴェル・チョウ（周定宇）   | 小田柿悠太 |
| リー・キン（李瓊）             | ジャン・ルーシャー（蒋璐霞）   | 志田有彩   |
| ドラゴン（地頭龍）             | ホン・ヤンヤン（熊欣欣）       |            |
| ガイ（魏霸天）                 | ロー・ワイコン（盧惠光）       |            |
| 店主（士多老板）               | イップ・チュン（葉準）         |            |
| 旧友リー・マン（李耀華）       | リウ・カイチー（廖啓智）       |            |
| リー・マンの妻（李耀華妻）     | ロー・クーンラン（羅冠蘭）     |            |
| イップ・チュン（葉準）         | チャン・ソンウェン（張頌文）   | 川島得愛   |
| 将棋の見物人（棋局圍觀者）     | フォン・ハックオン（馮克安）   |            |
| 将棋の見物人（棋局圍觀者）     | マン・ホイ（孟海）             |            |
| イップ・マンの弟子（葉問徒弟） | 張俊傑                         |            |

## スタッフ
- 監督：ハーマン・ヤウ（邱禮濤）
- エグゼクティブプロデューサー：シン・クォックラム（冼國林）、アルバート・ヤン（楊受成）
- アクション監督：ニッキー・リー（李忠志）、シン・クォックラム（冼國林）
- 脚本：エリカ・リー（李敏）
- 撮影監督：ジョー・チャン（陳廣鴻）、ガイ・マンイン（倪文賢）
- 編集：アズラエル・チョン（鍾煒釗）
- 音楽：マク・ジャンフン（麥振鴻）
- 美術：レイモンド・チャン（陳錦河）
- 詠春顧問：マーヴェル・チョウ（周定宇）、歐陽子聰
- 白鶴顧問：陸松茂、陸權盛、桃健剛

## 挿入歌
本作には、50年代の流行歌がふんだんに使われている。
| 曲                 | 作詞   | 作曲                                    | 歌手             |
| ------------------ | ------ | --------------------------------------- | ---------------- |
| 萍水相逢           | 楊彦岐 | 姚敏                                    | 呉鶯音           |
| 給我一個吻         | 陳蝶衣 | Marshall Brown Alden Shumaa Earl Shuman | 張露             |
| 夢 a.k.a. 夢如人生 | 陶秦   | 顧家輝                                  | 周楚楚           |
| 南屏晩鐘           | 陳蝶衣 | 王福齢                                  | 崔萍             |
| 我要你的愛         | 姚敏   | 姚敏                                    | グレース・チャン |